# Леппясюрья (железнодорожная станция)
Ле́ппясю́рья (фин. Leppäsyrjä) — промежуточная грузо-пассажирская железнодорожная станция на 342,4 км линии Маткаселькя — Суоярви Октябрьской железной дороги. К станции примыкают два однопутных перегона: Леппясюрья — Райконкоски (14,0 км) в нечётном направлении и Леппясюрья — Янисъярви (22,1 км) в чётном направлении.

## Общие сведения
Станция территориально расположена в населённом пункте станция Леппясюрья Лоймольского сельского поселения Суоярвского района Республики Карелия. Станция находится на линии с полуавтоблокировкой, которую обеспечивает пост ЭЦ, расположенный в бывшем пассажирском здании. На посту несёт службу дежурный по станции. С конца 1990-х годов зал ожидания закрыт, билетная касса не работает. Билеты приобретаются в штабном вагоне у начальника поезда.
В середине 2010-х годов произведён капитальный ремонт остановочной платформы: отремонтирован бортовой камень, покрытие платформы, произведена укладка тротуарной плитки, установлены информационные таблички с названием станции.
| Круглогодичное обращение поездов                 |
| ------------------------------------------------ |
| Костомукша - Санкт-Петербург №350В               |
| Санкт-Петербург-Костомукша №350А                 |
| Петрозаводск - Москва "Двухэтажный состав" №160А |
| Москва - Петрозаводск "Двухэтажный состав" №159В |

Участок Маткаселькя — Лоймола был открыт 15 декабря 1920 года. Основной задачей было соединить железной дорогой восточные приграничные с СССР земли с центральной Финляндией. Участок Лоймола — Суоярви был открыт только 1 января 1923 года. А конечный пункт — станция Найстенъярви — 16 октября 1927 года.
Разъезд Leppäsyrjä, административно подчинявшийся станции Лоймола, был построен недалеко от перекрёстка дорог, соединявших церковь Суйстамо, Импилахти и Суоярви, в двух километрах от центра деревни Леппясюрья, где находилась деревенская школа. Как и его сосед Suistamo, разъезд Леппясюрья был открыт не в начале временного движения (15 декабря 1920 года), а лишь с возникновением регулярного движения 1 марта 1922 года и имел четыре боковых пути. Строительство здания вокзала было завершено в 1921 году по тем же типовым чертежам финского архитектора Ярла Викинга Унгерна (фин. Jarl Viking Ungern), что и вокзалы Алатту, Суйстамо и ряда других станций и разъездов. Позднее разъезд был повышен до уровня станции. 
Здание вокзала сгорело в Зимнюю Войну. Новое здание было построено в 1943 году и было расширено в том же году.
В нечётной (западной) части финской станции Leppäsyrjä, с обеих сторон от путей, располагалась площадка для лесопогрузки. В настоящее время (2019 год) по северной части этой территории проходят подъездные пути, принадлежащие  предприятию по добыче щебня ООО «Карелприродресурс».
Название Леппясюрья происходит от карельского леппя — «ольха» и сюрья — «сторона, бок, край».

## Фотографии станции Леппясюрья

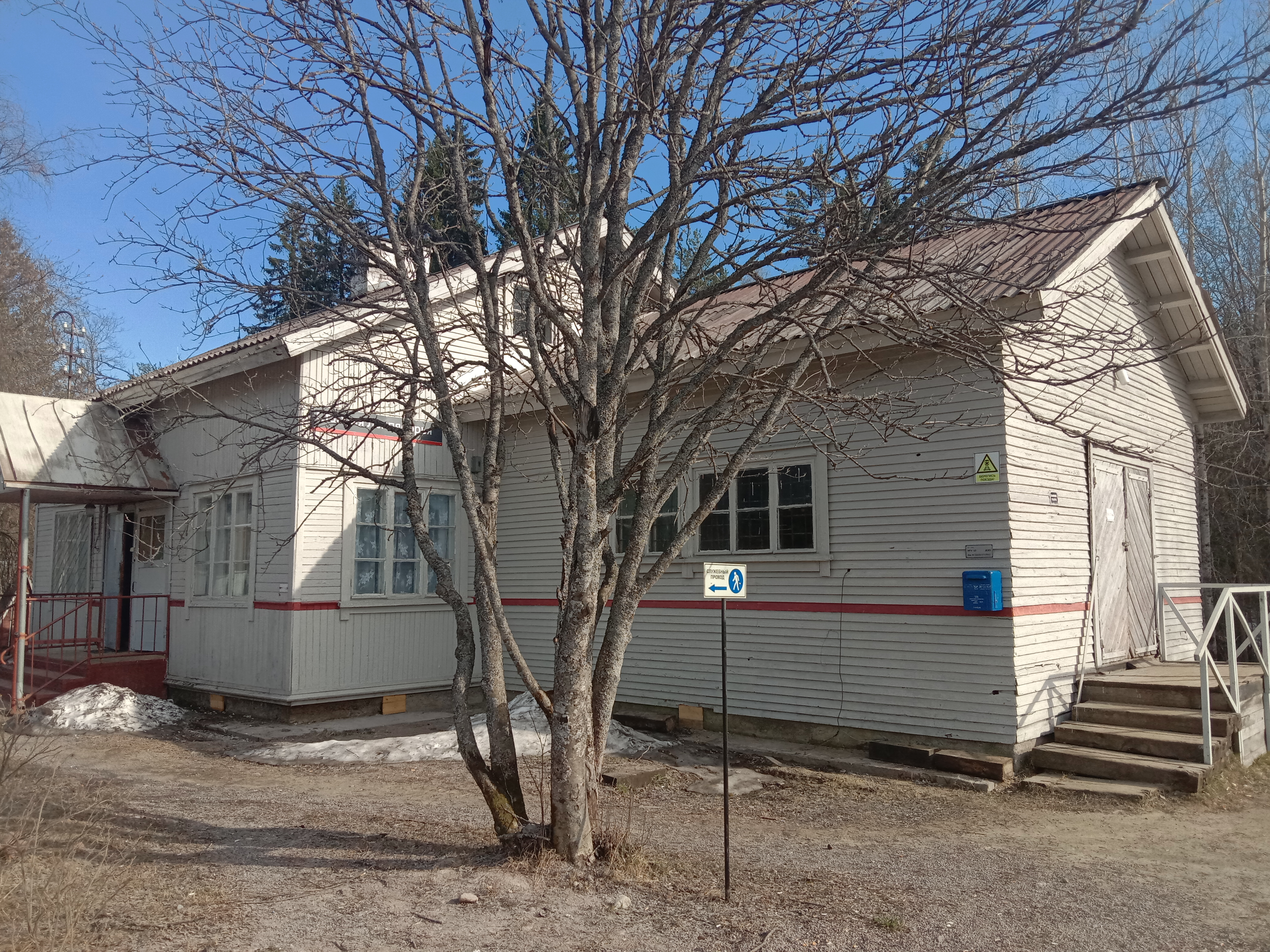
Здание ДС.
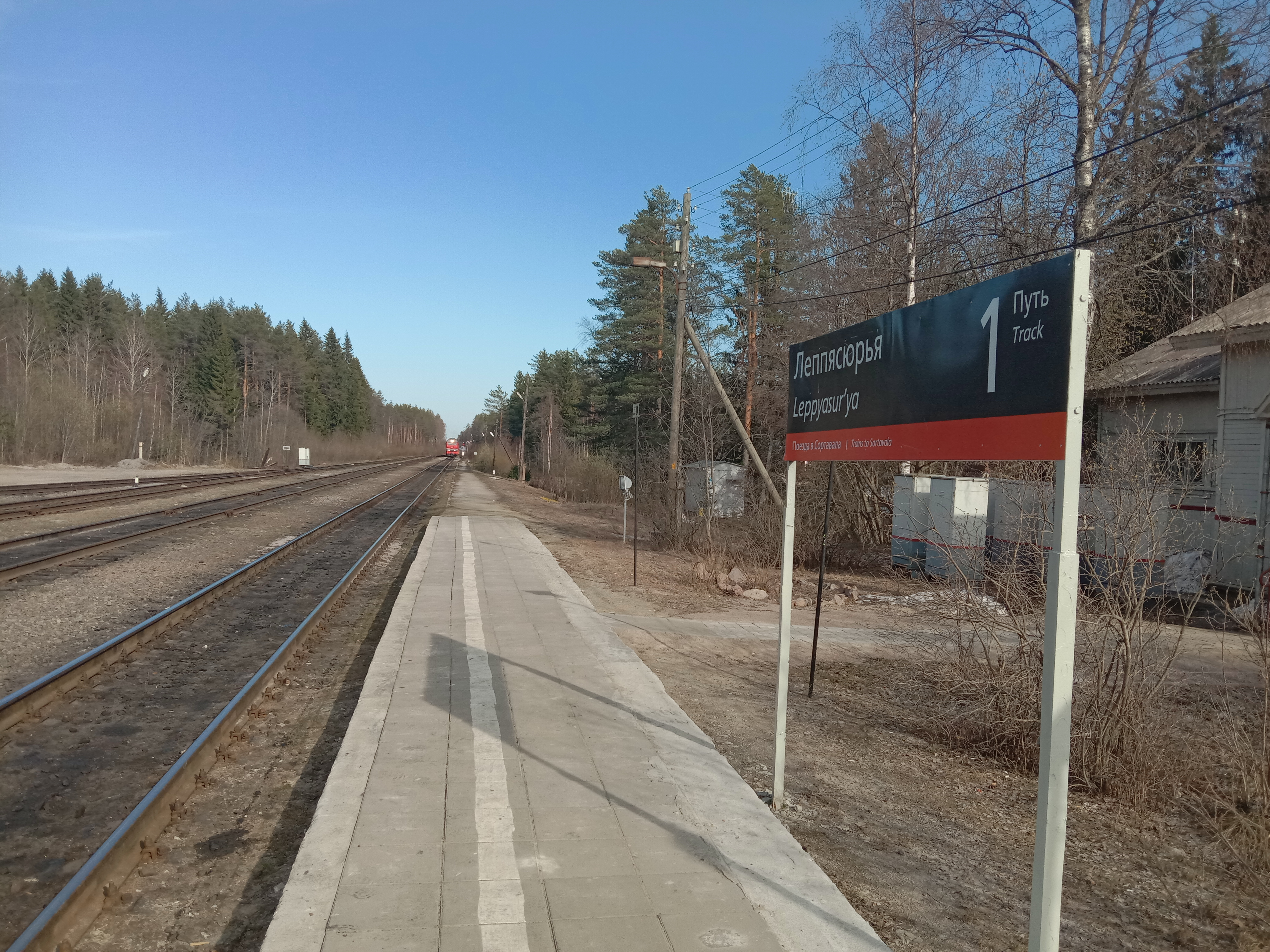
Вид в сторону Райконкоски.
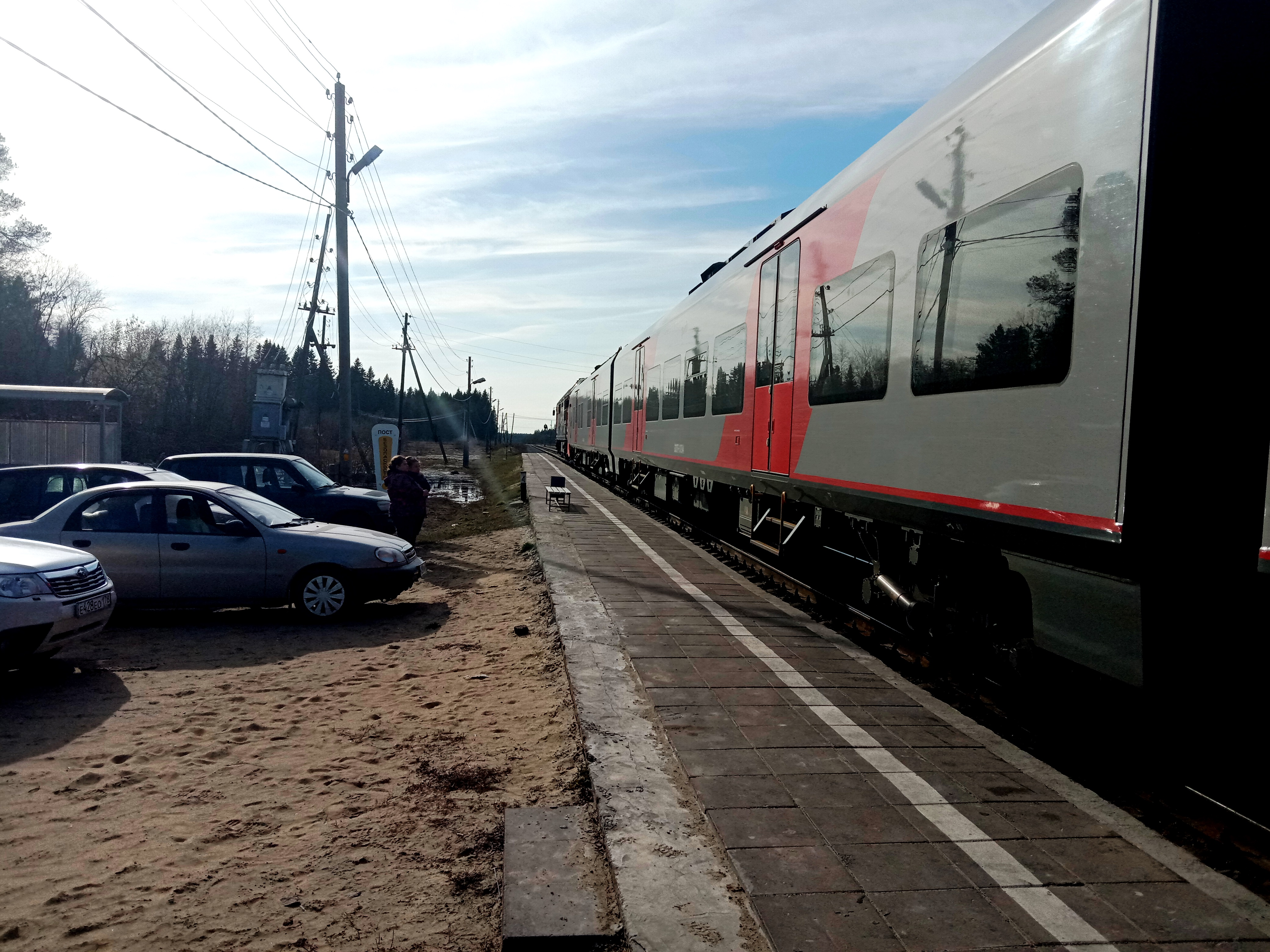
Вид в сторону Янисъярви.
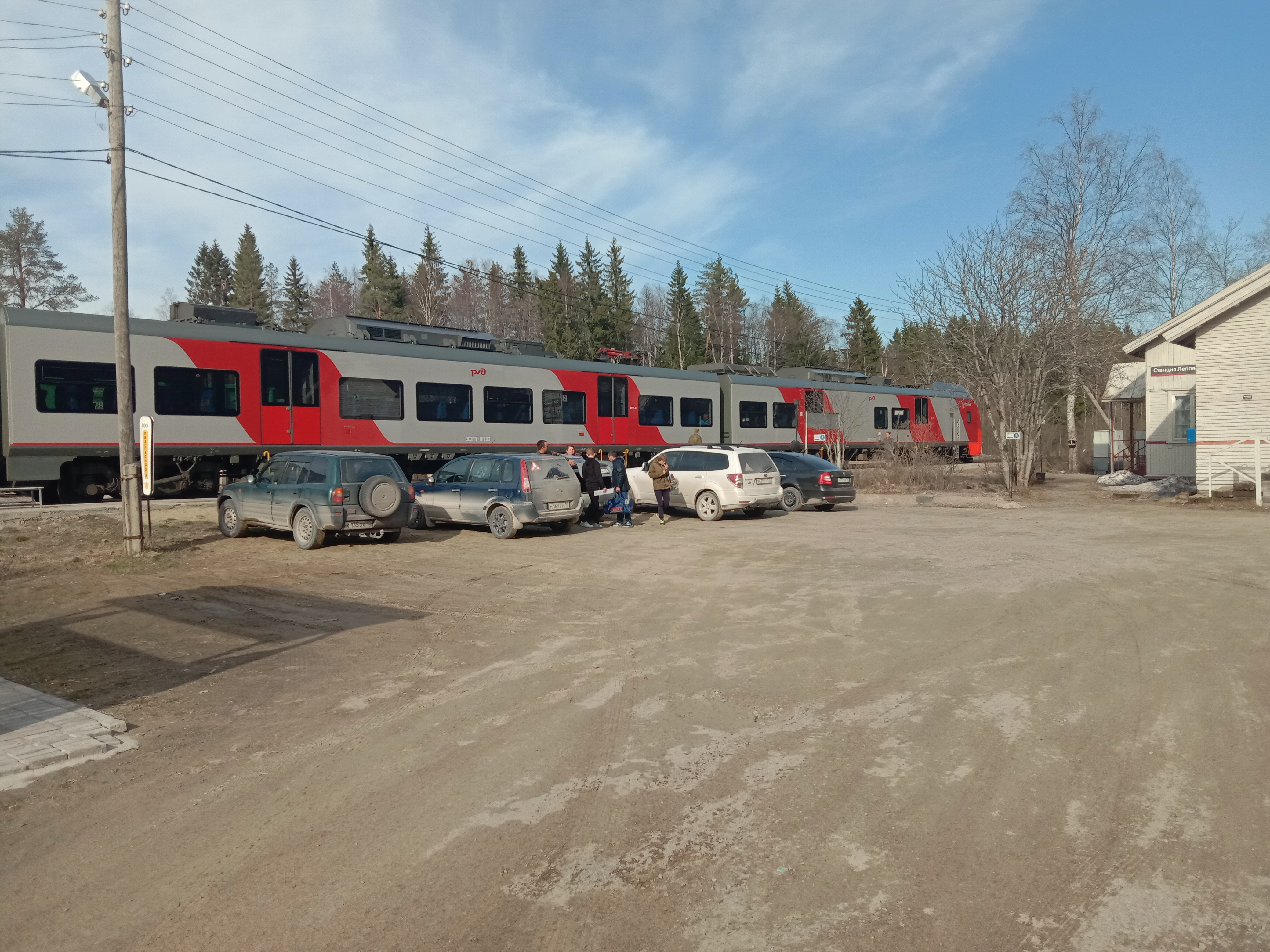
"Ласточка" на станции.
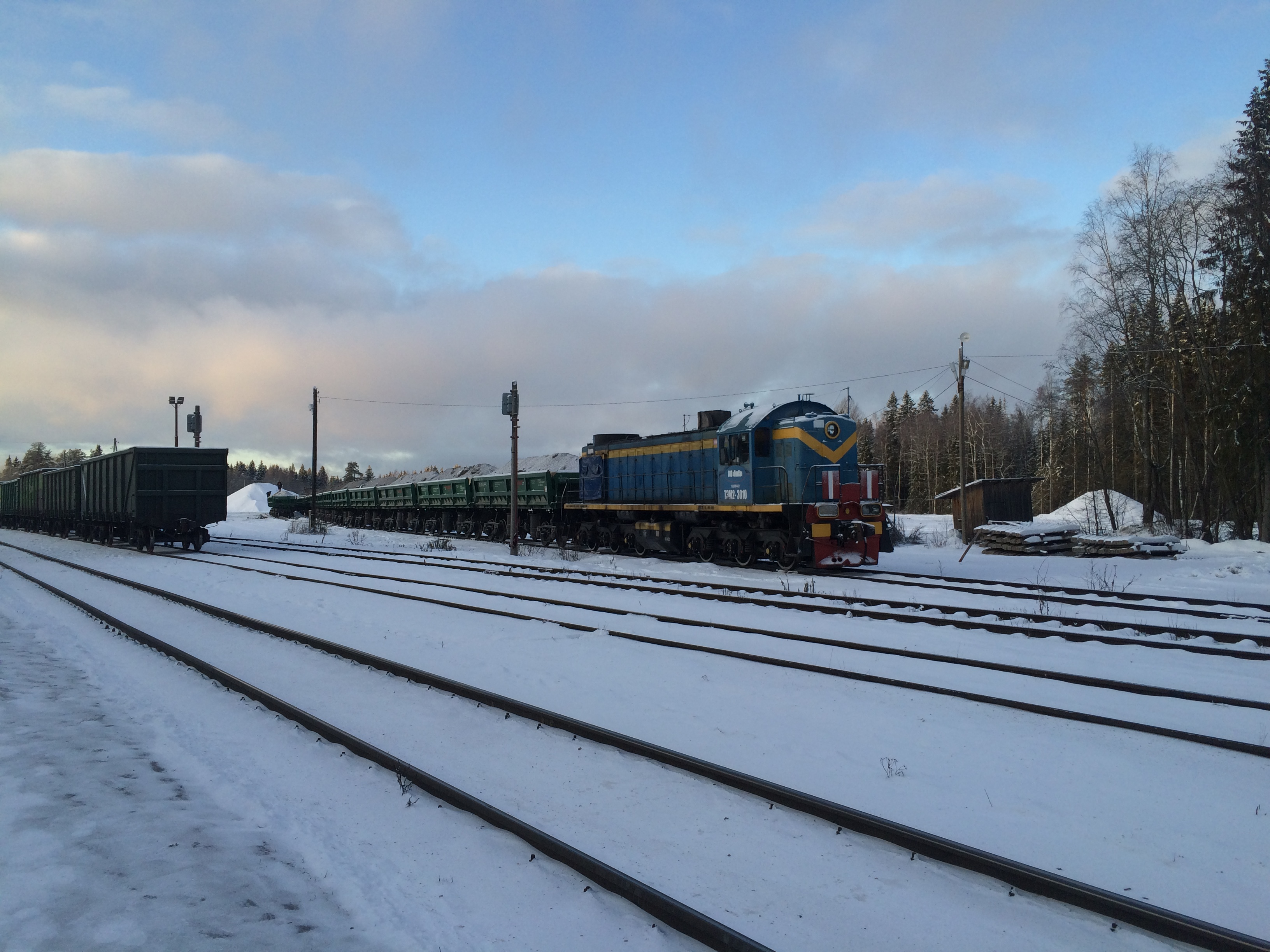
Подъездные пути к карьеру.
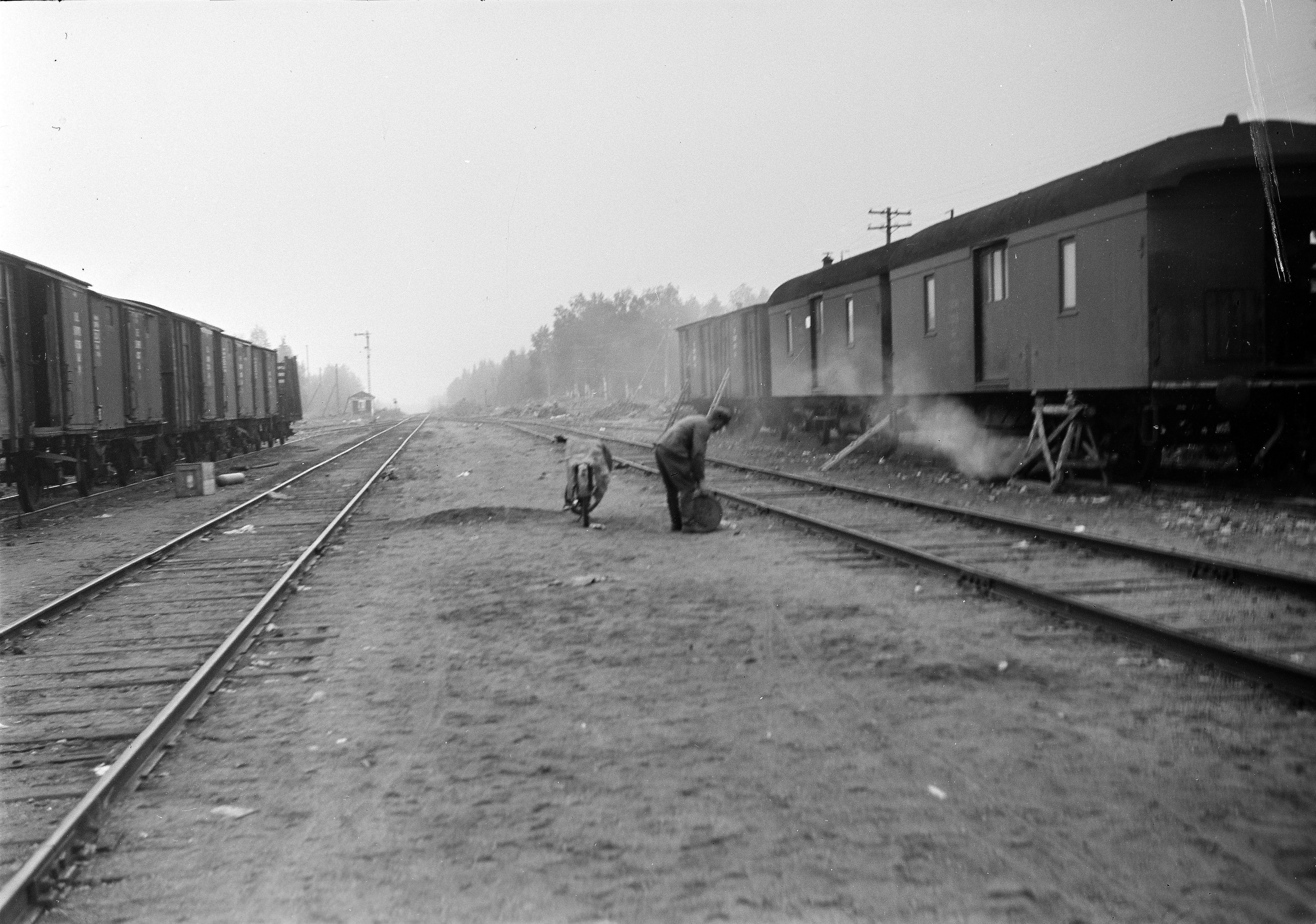
Пути станции. 23 сентября 1941 год.
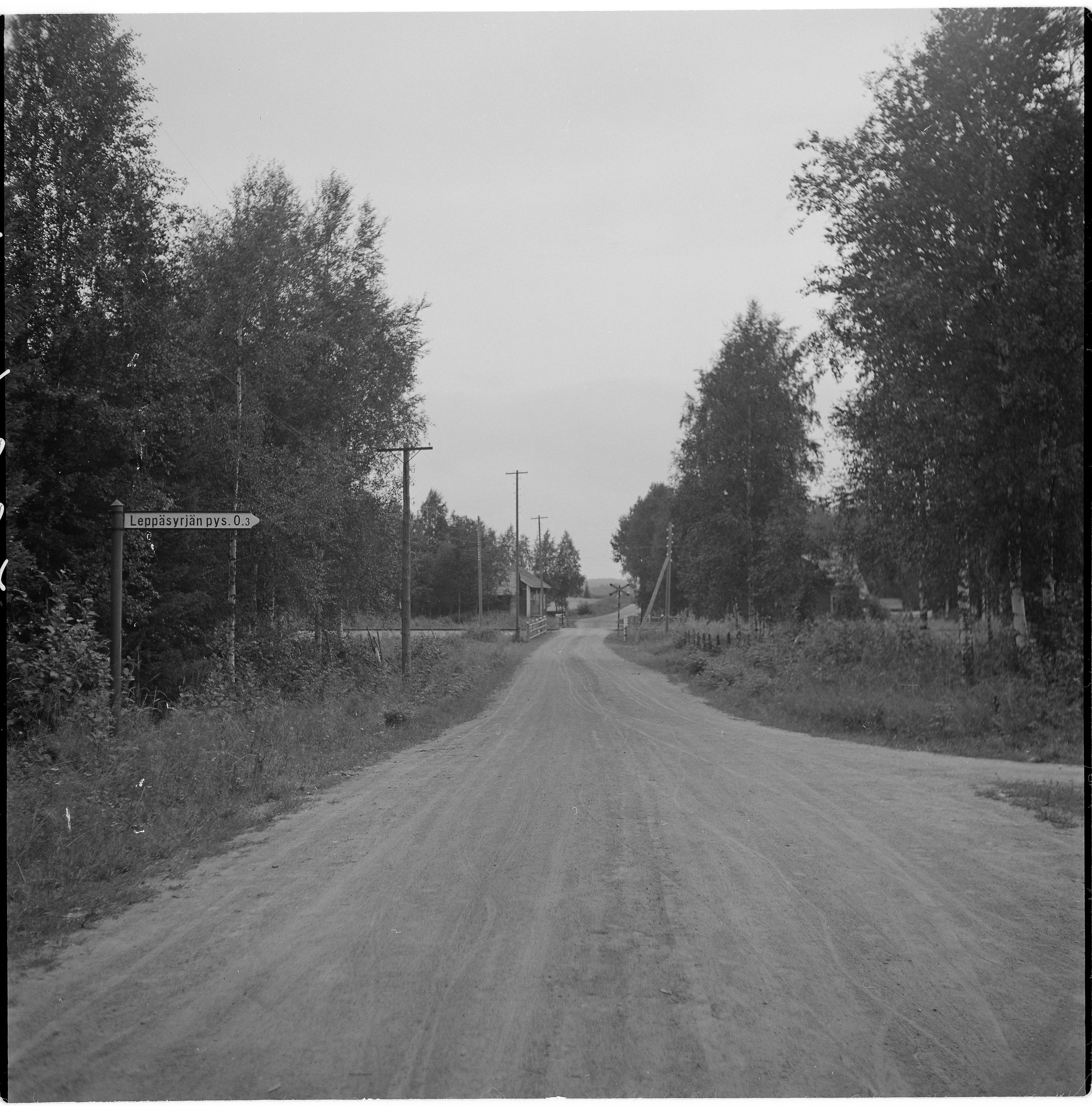
Переезд в нечётной горловине станции. 1941 год.